# Amtsgericht Ludwigslust

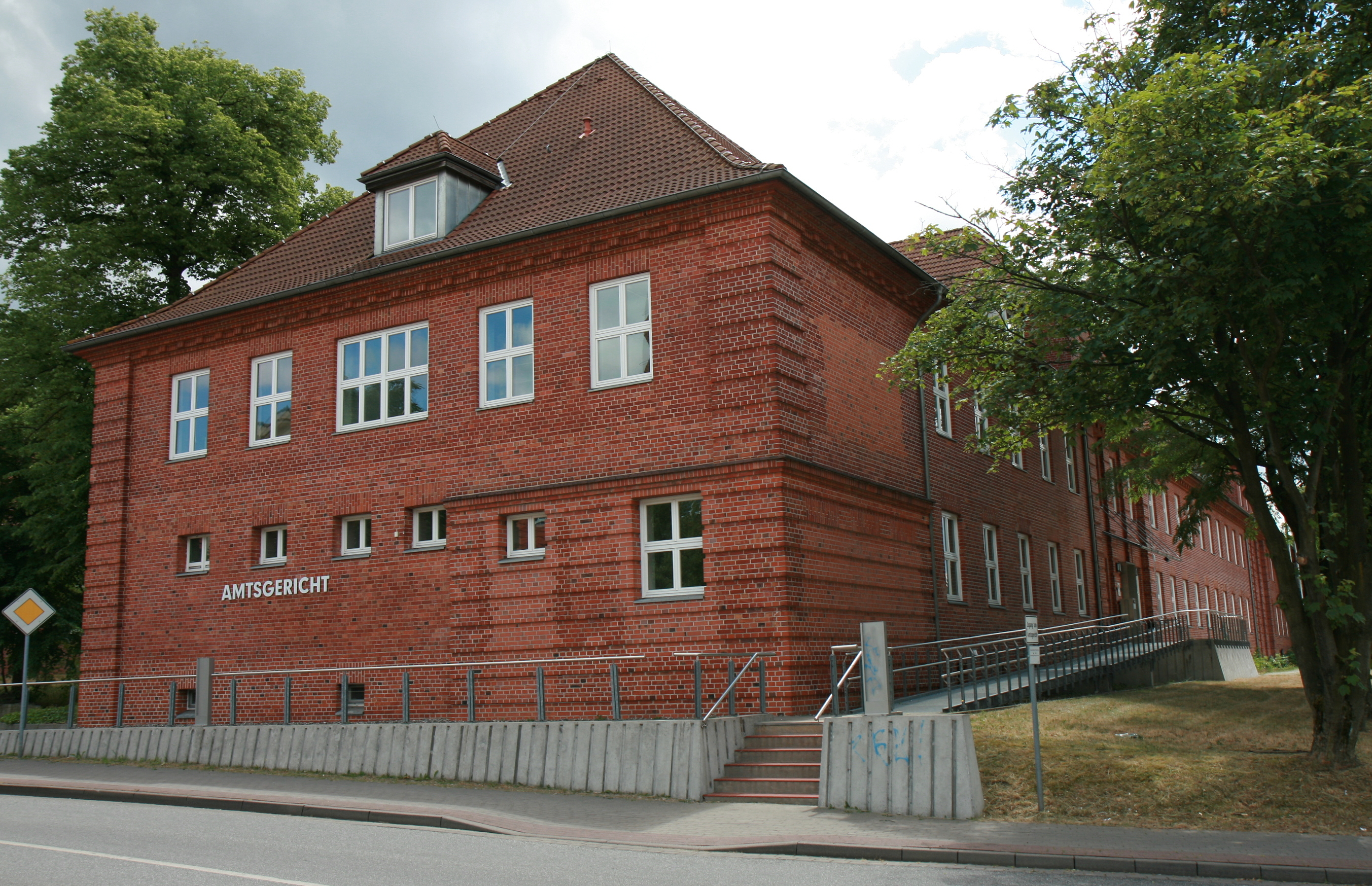
Gebäude der Hauptstelle des Amtsgerichts Ludwigslust (2008)

Das Amtsgericht Ludwigslust ist ein Gericht der ordentlichen Gerichtsbarkeit des Landes Mecklenburg-Vorpommern im Bezirk des Landgerichts Schwerin.

## Geschichte

### Mecklenburg-Schwerin
In Ludwigslust befanden sich vor 1879 ein Großherzogliches Amtsgericht Ludwigslust und Patrimonialgerichte als Eingangsgerichte. Gerichtsfunktion hatte auch das Marstallamt in Ludwigslust.
Im Rahmen der Reichsjustizgesetze wurden die bestehenden Gerichte des Großherzogtums Mecklenburg-Schwerin aufgelöst und Amts-, Landes- und Oberlandesgerichte gebildet. Das Amtsgericht Ludwigslust war dem Landgericht Schwerin und dem Oberlandesgericht Rostock nachgeordnet. Am Gericht bestand 1880 eine Richterstelle, und es war für 12.017 Gerichtseingesessene zuständig. Das Amtsgericht war damit ein kleines Amtsgericht im Landgerichtsbezirk.
Sein Gerichtsbezirk umfasste die Stadt Ludwigslust, aus dem Dominialamt Grabow Glaisin, Göhlen mit Laufmühle, Hornkaten, Klein Krams, Kummer, Groß Laasch, Leussow und Techentin, aus dem Dominialamt Hagenow Alt Krenzlin mit Krenzliner Hütte und Neu Krenzlin (Dorf und Hof) sowie aus dem Dominialamt Neustadt Niendorf mit Wesseldorf und Marlow.

### DDR
In der DDR wurden die Amtsgerichte 1952 aufgelöst und einheitlich Kreisgerichte gebildet. Ludwigslust kam zum Kreis Ludwigslust und es entstand so das Kreisgericht Ludwigslust, welches dem Bezirksgericht Schwerin nachgeordnet war. Nach dem Zusammenbruch der DDR wurden die Kreisgerichte durch das Gerichtsstrukturgesetz wieder aufgehoben und erneut Amtsgerichte gebildet. In Ludwigslust entstand damit das Amtsgericht Ludwigslust neu.

### Gerichtssitz und -bezirk nach dem Jahr 1989

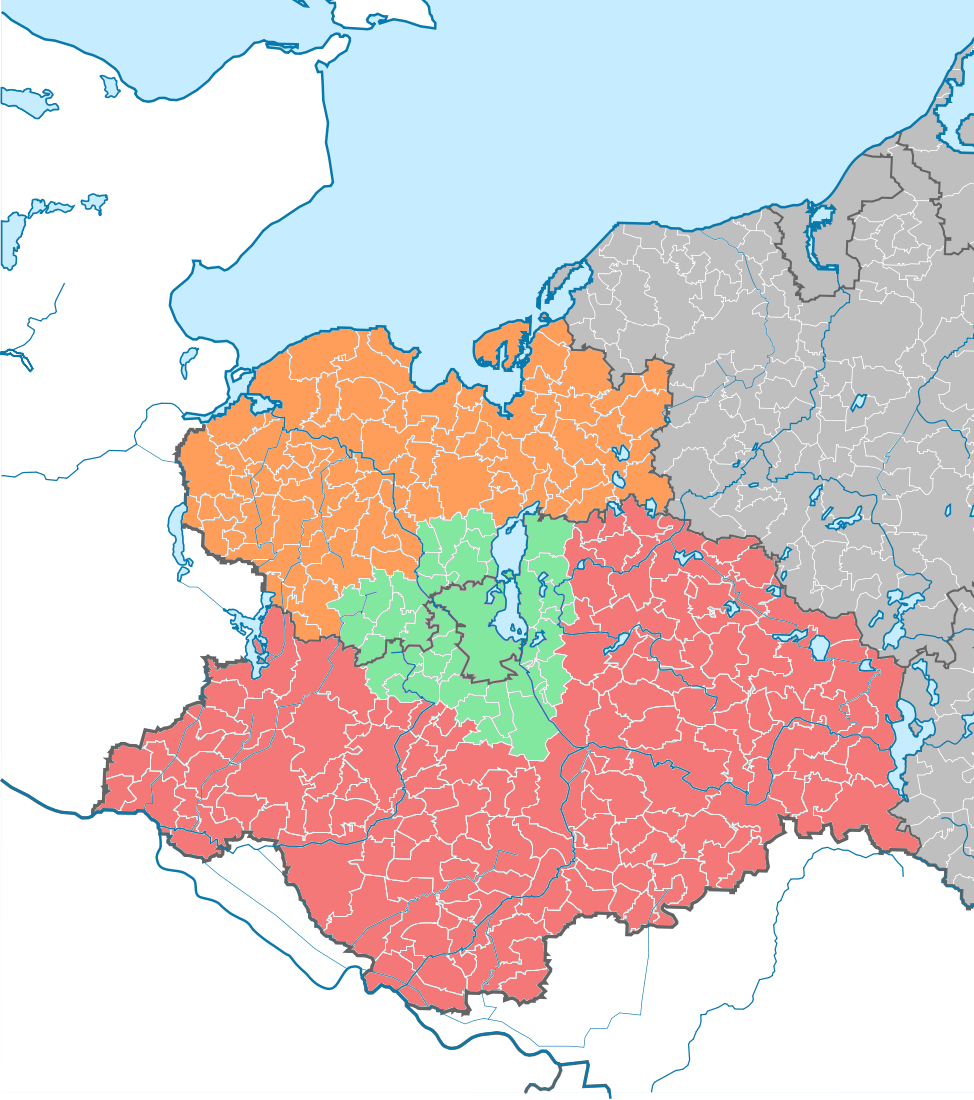
Gerichtsbezirke der dem LG Schwerin nachgeordneten Amtsgerichte seit dem 13. Juli 2015
AG Schwerin
AG Ludwigslust
AG Wismar

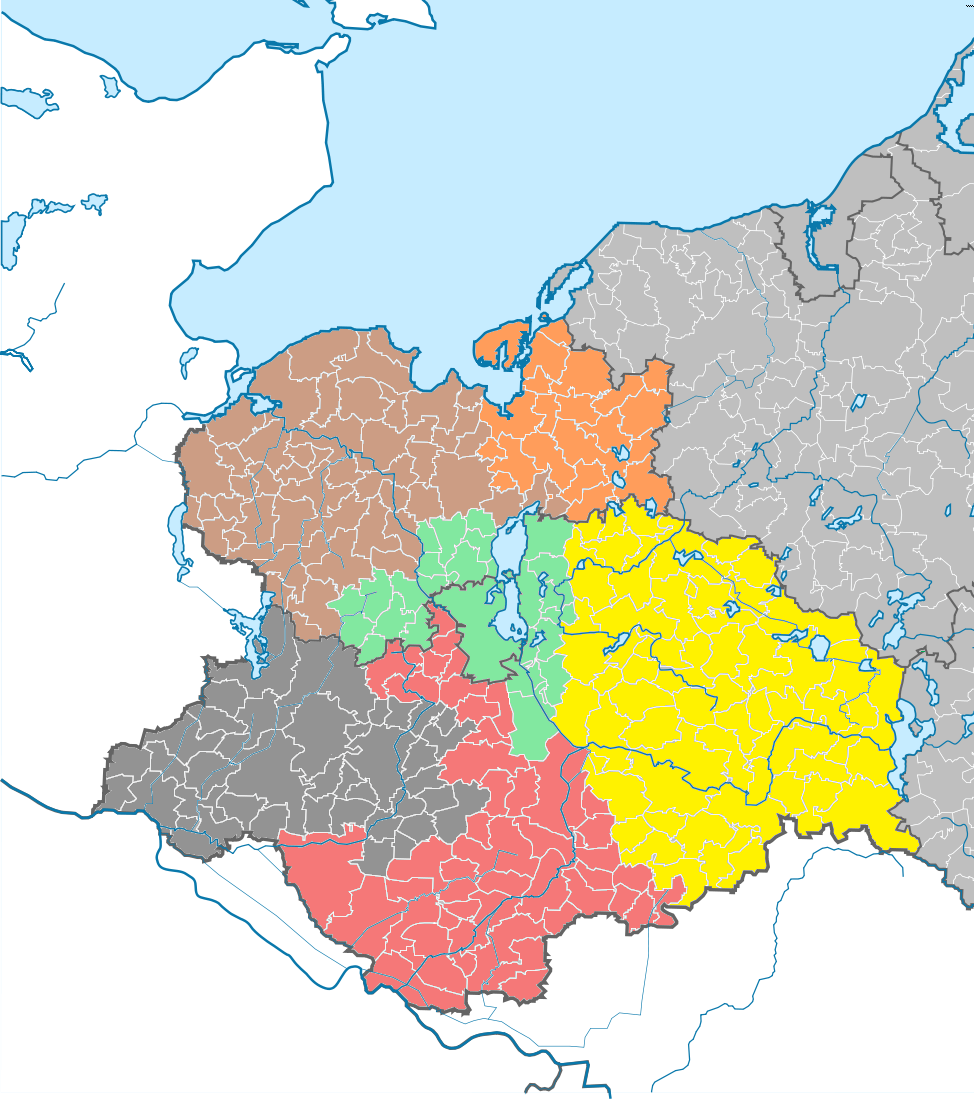
Gerichtsbezirke der dem LG Schwerin nachgeordneten Amtsgerichte bis zum 5. Oktober 2014
AG Grevesmühlen
AG Schwerin
AG Hagenow
AG Ludwigslust
AG Wismar
AG Parchim

Das Gericht hat seinen Sitz in der Stadt Ludwigslust.
Der Gerichtsbezirk umfasste zum Zeitpunkt des Inkrafttretens der 2013 beschlossenen Gerichtsstrukturreform am 6. Oktober 2014 das Gebiet der folgenden Städte und Gemeinden:
| - Alt Krenzlin, - Balow, - Blievenstorf, - Brenz, - Bresegard bei Eldena, - Brunow, - Dambeck, - Dömitz, - Eldena, | - Göhlen, - Gorlosen, - Grabow, - Grebs-Niendorf, - Groß Laasch, - Karenz, - Karstädt, - Kremmin, - Leussow, | - Lüblow, - Lübtheen, - Ludwigslust, - Malk Göhren, - Malliß, - Milow, - Möllenbeck, - Muchow, - Neu Kaliß, | - Neustadt-Glewe, - Prislich, - Rastow, - Steesow, - Vielank, - Warlow, - Wöbbelin und - Zierzow |

Zum 6. Oktober 2014 wurden folgende Städte und Gemeinden aus dem Bezirk des Amtsgerichts Ludwigslust in den Bezirk des Amtsgerichts Schwerin ausgegliedert:
| - Dümmer, - Holthusen, - Klein Rogahn, - Lübesse, - Pampow, - Schossin, | - Stralendorf, - Sülstorf, - Uelitz, - Warsow, - Wittenförden und - Zülow |

Der Gerichtsbezirk vergrößerte sich jedoch wieder mit der Auflösung des Amtsgerichts Hagenow am 16. März 2015 um die folgenden Städte und Gemeinden:
| - Alt-Zachun, - Bandenitz, - Belsch, - Bengerstorf, - Besitz, - Bobzin, - Boizenburg/Elbe, - Brahlstorf, | - Bresegard bei Picher, - Dersenow, - Gallin, - Gammelin, - Gresse, - Greven, - Groß Krams, - Hagenow, | - Hoort, - Hülseburg, - Kirch Jesar, - Kogel, - Kuhstorf, - Lüttow-Valluhn, - Moraas, - Neu Gülze, | - Nostorf, - Pätow-Steegen, - Picher, - Pritzier, - Redefin, - Schwanheide, - Setzin, - Strohkirchen, | - Teldau, - Tessin bei Boizenburg, - Toddin, - Vellahn, - Warlitz, - Wittenburg, - Wittendörp und - Zarrentin am Schaalsee |

Bei der Auflösung des Amtsgerichts Parchim und Umwandlung in eine Zweigstelle des Amtsgerichts Ludwigslust wurden am 11. Mai 2015 folgende Städte und Gemeinden in dessen Bezirk eingegliedert.
| - Barkhagen, - Barnin, - Blankenberg, - Borkow, - Brüel, - Bülow, - Crivitz, - Dabel, - Demen, | - Dobbertin, - Domsühl, - Friedrichsruhe, - Gallin-Kuppentin, - Ganzlin, - Gehlsbach, - Gischow, - Goldberg, - Granzin, | - Groß Godems, - Hohen Pritz, - Karrenzin, - Kobrow, - Kreien, - Kritzow, - Kuhlen-Wendorf, - Langen Jarchow, - Lewitzrand, | - Lübz, - Marnitz, - Mestlin, - Mustin, - Neu Poserin, - Obere Warnow, - Parchim, - Passow, - Plau am See, | - Rom, - Siggelkow, - Spornitz, - Sternberg, - Stolpe, - Suckow, - Techentin, - Tessenow, - Tramm, | - Weitendorf, - Werder, - Witzin, - Zahrensdorf, - Zapel, - Ziegendorf und - Zölkow |

Damit wurde der ursprünglich etwa 1350 km2 große Gerichtsbezirk durch die Gerichtsstrukturreform auf etwa 4330 km2 vergrößert und stellt damit flächenmäßig den bundesweit mit Abstand größten Amtsgerichtsbezirk dar. In ihm leben ungefähr 183.000 Einwohner.

## Zweigstelle Parchim
In Parchim besteht im Gebäude des ehemaligen dortigen Amtsgerichts eine Zweigstelle.
Diese ist im ehemaligen Bezirk des Amtsgerichts Parchim ausschließlich zuständig als Rechtsantragsstelle für die Aufnahme von Erklärungen, in Angelegenheiten der Beratungshilfe, zur Aufnahme und Verwahrung von Verfügungen von Todes wegen, für sonstige Handlungen des Nachlassgerichts, in Familien-, Betreuungs-, Unterbringungs- und Freiheitsentziehungs- sowie Jugendstrafsachen.
Für den gesamten Bezirk des Amtsgerichts Ludwigslust ist sie daneben ausschließlich zuständig für Grundbuch- und Bußgeldsachen sowie in Zwangsversteigerungs-, Zwangsverwaltungs- und sonstige Zwangsvollstreckungssachen.

## Gebäude
Das Ludwigsluster Gerichtsgebäude befindet sich in der Käthe-Kollwitz-Straße 35 neben dem Landratsamt.

## Amtsgerichtsgefängnis
An der Schloßstraße 27 befand sich das erste Ludwigsluster Amtsgerichtsgebäude. Es wurde danach in die ehemalige Pappmaché-Fabrik Schloßstraße 38/36 verlegt, in deren Gebäude sich seit 1876 das Rathaus, nach Umbau 1878, zusätzlich eine Arrest- und Gefängniszelle und ab 1884 in einem Raum die Sparkasse und zeitweise die Bürgermeisterwohnung befand und heute als Rathaus und Bücherei dient.
Im Zuge der Ermittlungen um Seefeldts Kindermorde nahm sich ein fälschlich verdächtigter Handelsreisender im ehemaligen Amtsgerichtsgefängnis durch Erhängen das Leben.

## Übergeordnete Gerichte
Dem Amtsgericht Ludwigslust ist das Landgericht Schwerin übergeordnet. Zuständiges Oberlandesgericht ist das Oberlandesgericht Rostock.